# 笃工街道
笃工街道，是中华人民共和国辽宁省沈阳市铁西区下辖的一个乡镇级行政单位。

## 行政区划
笃工街道下辖以下地区：
劳动里社区、人民里社区、圣工社区、北四路社区、光明新村社区、北一中路社区、北二中路社区、北三中路社区、重型广场社区、友善社区、爱嘉社区、敬业社区和圣业社区。